# Arxiu militar

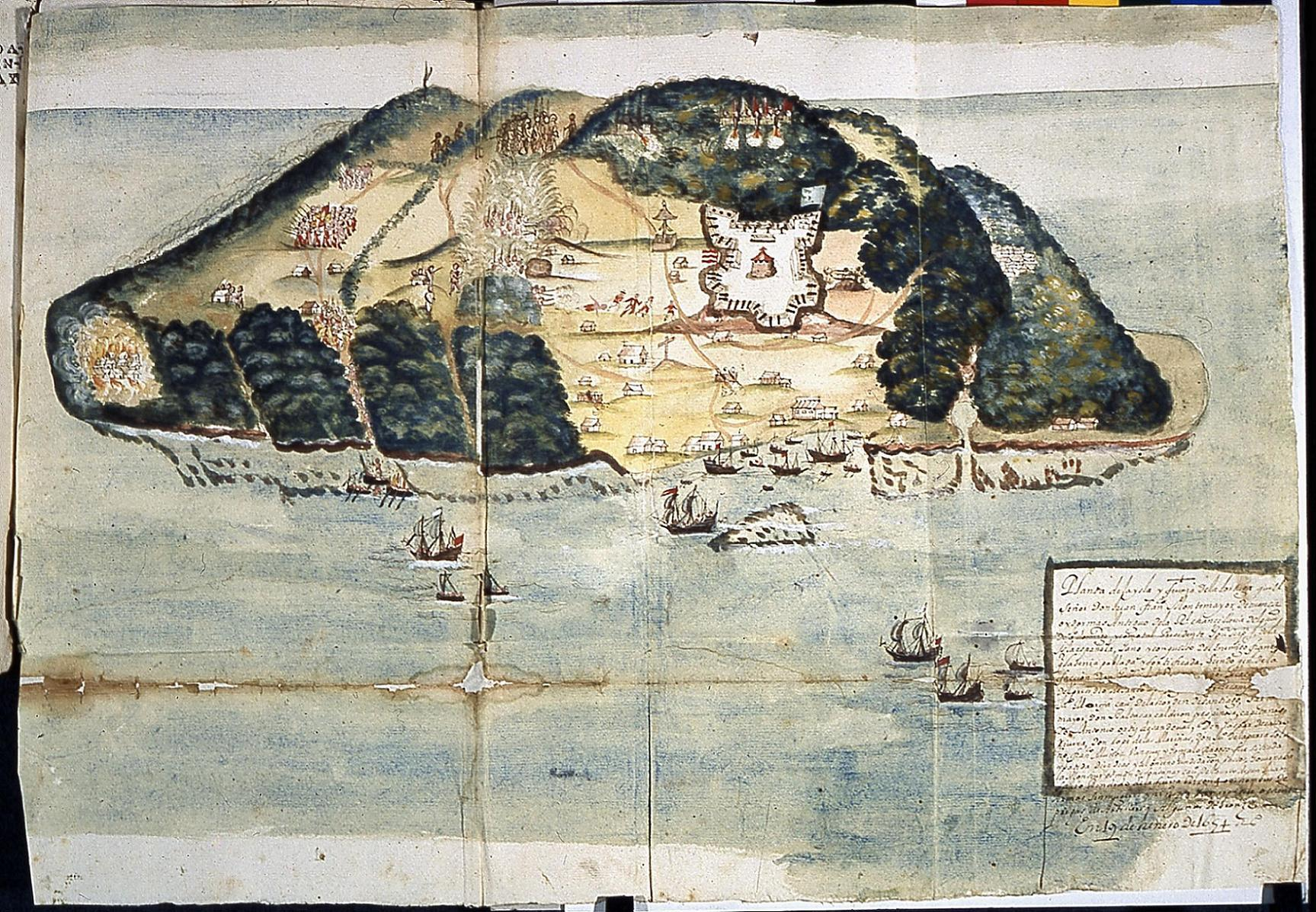
Mapa del s. XVII- Institut hidrogràfic de la Marina

Un Arxiu militar és arxiu és a dir un conjunt orgànic de documents militars, o la reunió d'alguns d'ells, al servei de la seva utilització per la investigació, la cultura, la informació o la gestió administrativa.
Aquests poden estar custodiats en els arxius de l'administració civil o en arxius de l'administració militar.
Per extensió, és el conjunt de documents rebuts o generats per les institucions militars.

## Arxiu militar de l'OTAN

Bandera de l'OTAN

L'arxiu de l'OTAN es va inaugurar oficialment el 19 de maig de l'any 1999 a Brussel·les, en commemoració del 50 aniversari de la fundació de l'Aliança. El 10 de setembre del mateix any, el Comitè d'Arxius va ser aprovat oficialment pel Consell de l'Atlàntic Nord (NAC). L'establiment formal del Comitè d'Arxius i l'obertura de l'arxiu de l'OTAN va portar a la disponibilitat dels documents de l'Aliança al públic per primera vegada. A més a més amb el desenvolupament de la Sala de Lectura de l'Arxiu de l'OTAN, els investigadors poden gaudir d'un major i millor accés als documents.
La incorporació dels països membres a l'OTAN comporta el compromís de protegir la informació de dita organització, la qual pertany a l'Aliança, mai a les nacions, organitzacions subordinades, individus o usuaris.
La política de divulgació i posada a disposició dels investigadors i públic en general de la informació OTAN com la directiva de desenvolupament, tenen com a finalitat fer accessible tota aquella informació i documents de valor permanent que tinguin com a mínim 30 anys i no estiguin classificats sigui perquè no es van classificar des d'un principi, o també perquè sigui resultat d'un procés de desclassificació, així com tots aquells expedients que han estat examinats i revisats en les nacions membres i proposats per la seva desclassificació i divulgació.

### El Comitè d'Arxiu
Posat en marxa el 1999, el Comitè d'Arxiu assisteix i assessora el Consell de l'Atlàntic Nord (NAC) en tots els arxius i documents relacionats amb diversos assumptes. El Comitè d'Arxiu té l'obligació de mantenir, implementar i actualitzar les polítiques i els documents dels arxius i els procediments a través de l'OTAN per assegurar que totes les noves necessitats de les missions de l'OTAN es compleixen.
El Comitè d'Arxiu respon directament davant el Consell de l'Atlàntic Nord a través d'un informe anual, i normalment es reuneix un cop l'any. Tots els països de l'OTAN estan representats en les reunions, ja sigui pels membres de les delegacions, alts funcionaris o alts arxivers nacionals. Un membre d'alt rang de l'Estat Major Internacional presideix el Comitè d'Arxius.
El Comitè d'Arxiu proporciona una perspectiva dels documents i arxius de gestió d'informació de l'OTAN mitjançant la revisió, ampliació i control del compliment de les polítiques sobre la retenció, disposició, conservació a llarg termini i la divulgació pública d'informació.
Les polítiques i directrius per la gestió de la memòria col·lectiva institucional de l'OTAN són dividides en dues àrees principals de responsabilitat: desclassificació i revisió pública i la gestió dels fons.

#### Desclassificació i Revisió de Divulgació Pública
El Comitè d'Arxius té com a objectiu fomentar la transparència i millorar la comprensió del paper de l'Aliança per l'OTAN perquè els registres disponibles, a través del Programa de Divulgació Pública. A través d'aquest programa, els registres de valor permanent són identificats i proposats per a la seva desclassificació i divulgació. Un cop aprovat per les autoritats competents dels països membres, els registres estan disponibles per a consulta pública a la Sala de Lectura de l'arxiu de l'OTAN.

#### Gestió de fons
El Comitè d'Arxius és responsable d'assegurar que els registres i pràctiques reconegudes d'arxius i de gestió i les normes s'apliquen a l'OTAN.

## Arxius militars d'Espanya
El Real Decreto 2598/1998, de 4 de diciembre que fa referència al “Reglament d'Arxius Militars”, és un cos jurídic format per 112 articles, quatre disposicions addicionals i tres disposicions transitòries. S'arribava per fi a la derogació dels anteriors Reglaments que dataven de 1898 (exèrcit de terra), 1895 (Marina) i 1953 (exèrcit de l'aire).
Tradicionalment els arxius militars espanyols es trobaven disseminats pels diferents cossos de l'exèrcit, sense una classificació clara, moderna i estructurada, la qual cosa provocava seriosos problemes tant als investigadors com als propis militars. Calia una nova organització dels arxius que facilitessin la seva localització així com la regulació adequada dels seus fons, amb un criteri més modern i actualitzat. Aquest Reial decret 2598/1998 intenta resoldre aquesta problemàtica.

### Sistema Arxivístic de Defensa espanyol
El Sistema Archivístico de Defensa està controlat pel Ministeri de Defensa d'Espanya, i s'articula al voltant del reial decret.
La definició del sistema arxivístic de la Defensa la podem trobar en l'art. 16 del RD: és el conjunt d'organismes que estructuren, conserven, controlen i tracten la documentació produïda o conservada per l'Administració militar, a cadascuna de les seves etapes. Una de les funcions primordials del Sistema Arxivístic de Defensa és assegurar la coordinació del funcionament de tots els arxius del ministeri i dels òrgans a ell vinculats, com diu l'article 65.1 de la Ley 16/1985 del Patrimonio Histórico Español.
A nivell de descripció orgànica,al mateix Reial Decret 2598/1998 de 4 de desembre en el seu article 2 especifica què són arxius militars:
1. Els conjunts orgànics de documents, o la reunió de diversos, al servei de la seva utilització per la investigació, la cultura, la informació i la gestió administrativa, reunits en l'exercici de les seves activitats per
- Els òrgans centrals i perifèrics del Ministeri de Defensa, i els seus organismes autònoms.
- El Cuartel General del Ejército de Tierra i els diferents òrgans i unitats de la força de l'exèrcit.
- El Cuartel General de la Armada i els diferents òrgans i unitats de la força i del suport a la força de l'Armada.
- El Cuartel General del Ejército del Aire i els diferents òrgans i unitats de la força i del suport a la força.

Tots els anteriors conjunts documentals integren el Patrimoni Documental Militar Espanyol.
2. Les institucions cultural on es reuneixen, conserven, s'organitzen i difonen pels fins anteriorment esmentats, aquests conjunts orgànics.
Els òrgans que integren aquest sistema arxivístic de la Defensa es troben a l'article 17, i són els següents:
- Els òrgans i unitats de direcció i planificació tècnica integrats en l'òrgan que exerceix la direcció del Sistema Arxivístic de la Defensa.
- Els òrgans assessors: la Junta d'Arxius de la Defensa i la Comissió Qualificadora de Documents de la Defensa.
- La resta d'òrgans i unitats de direcció i planificació tècnica, i la totalitat dels arxius militars com unitats executives a la gestió del patrimoni documental militar. Aquests organismes s'articularan als següents subsistemes arxivístics: Subsistema arxivístic de l'exèrcit de Terra, Subsistema arxivístic de l'Armada, Subsistema arxivístic de l'exèrcit de l'Aire i Subsistema arxivístic de l'Òrgan Central.

#### Subsistemes Arxivístics de Defensa
Actualment a Espanya existeixen els següents Subsistemes Arxivístics de Defensa:
- Subsistema arxivístic de l'Exèrcit de Terra. Aquest subsistema gestiona actualment al voltant d'uns 70km de documentació. La seva regulació es determina en la instrucció general 3/2006,[3] del Sistema d'Acció Cultural de l'Exèrcit de Terra. El Instituto de Historia y Cultura Militar és l'òrgan responsable de la protecció, conservació, investigació i divulgació del patrimoni documental.

- Subsistema arxivístic de l'Armada. En la instrucció 15/2010,[4] de 30 de març, es mostra l'organització del Subsistema arxivístic de l'Armada. Custodia al voltant de 35km de documentació. L'òrgan de direcció és la Dirección del Órgano de Historia y Cultura Naval

- Subsistema arxivístic de l'Exèrcit de l'Aire. La instrucció general 10-22,[5] de 15 de setembre de 2004 estableix l'organització i funcions del Subsistema arxivístic. El Servicio Histórico y Cultural del Ejército del Aire és el responsable de la gestió del patrimoni documental.

- Subsistema Arxivístic de l'Òrgan Central. Comprèn tots els organismes dependents del Ministeri de Defensa, no inclosos en cap dels subsistemes anteriors. El desenvolupament normatiu d'aquest subsistema es relaciona a l'ordre ministerial[6] 38/2002, de 19 de febrer.

Els anteriors subsistemes arxivístics compten amb cinc tipus d'arxius, especificats a l'art.18:
Arxius de Gestió
Arxius Centrals
Arxius Intermedis
Arxius Històrics
Arxiu Únic permès pel Real Institut i Observatori de l'Armada, l'Institut Hidrogràfic de la Marina i el Servei Geogràfic de l'exèrcit.

### Arxius Militars Nacionals
A la llei 16/1985 de 25 de juny del Patrimoni Històric Espanyol es declaren com a Arxius Nacionals els següents arxius militars:
- Archivo General Militar de Segovia: Es tracta de l'arxiu més antic de les Forces Armades d'Espanya, creat el 1898 i emplaçat al Alcazar de Segovia. Entre els seus fons més destacats es troba documentació sobre la Guerra Civil Espanyola, la Divisió Blava, la Milícia popular i les Brigades Internacionals.
- Archivo General Militar de Madrid: Està ubicat a la seu del Instituto de Historia y Cultura Militar. Els fons tracten sobre Africa, Ultramar, Ministeri de la Guerra, institucions militars, col·leccions personals i temàtiques i documentació gràfica.
- Archivo General Militar de Guadalajara: Es crea en 1967 i els seus fons fan referència a milícies provincials de Canàries, òrgans de reclutament, territori de Guinea Ecuatorial, unitats disciplinàries, justícia militar, mutilats de guerra,etc.
- Archivo General Militar de Ávila: Creat el 1994. Es concentra la informació referent a la unió de la documentació militar de l'exèrcit franquista i l'exèrcit republicà a la Guerra Civil.
- Archivo Cartografico y de Estudios Geograficos del Servicio Geografico del Ejercito: Situat a Madrid, el seu arxiu conté mapes i cartografia en general.
- Archivo General de la Marina Alvaro de Bazan : Creat en 1948. Custodia fons anteriors en general a 1875 i també té una part dedicada a la marina durant el primer terç del segle xx. Destaquem documentació del ministeri de la Marina, dels departaments marítims i dels jutjats maritims permanents.
- Archivo del Museo Naval: Està situat al mateix Museu Naval a Madrid. Conté fons procedents dels departaments marítims, col·leccions documentals, cartografia, dibuixos, fotografia, museu naval i l'arxiu eclesiàstic de l'armada.
- Archivo Historico del Ejercito del Aire: Aquest arxiu es va crear el 1972. S'hi custodien tots els documents referents a l'Exèrcit de l'Aire. Els fons depositats tracten sobre aeronàutica militar, l'aviació a la Guerra Civil, el Ministeri de l'Aire, les regions i zones aerees, el personal, la justícia, etc.